# Timonius imitans
Timonius imitans är en måreväxtart som beskrevs av Elmer Drew Merrill och Lily May Perry. Timonius imitans ingår i släktet Timonius och familjen måreväxter. Inga underarter finns listade i Catalogue of Life.